# 田川 (大阪市)
田川（たがわ）は、大阪府大阪市淀川区にある町名。現行行政地名は田川一丁目から田川三丁目。

## 地理
淀川区の西部に位置し、南に塚本、北に田川北、東に十三元今里、西に西淀川区歌島と接している。

## 世帯数と人口
2019年（令和元年）9月30日現在の世帯数と人口は以下の通りである。
| 丁目       | 世帯数    | 人口    |
| ---------- | --------- | ------- |
| 田川一丁目 | 668世帯   | 1,196人 |
| 田川二丁目 | 665世帯   | 1,442人 |
| 田川三丁目 | 530世帯   | 975人   |
| 計         | 1,863世帯 | 3,613人 |

### 人口の変遷
国勢調査による人口の推移。
| 1995年（平成7年）  | 3,571人 | [ 5 ] |  |
| 2000年（平成12年） | 3,428人 | [ 6 ] |  |
| 2005年（平成17年） | 3,709人 | [ 7 ] |  |
| 2010年（平成22年） | 3,738人 | [ 8 ] |  |
| 2015年（平成27年） | 3,681人 | [ 9 ] |  |

### 世帯数の変遷
国勢調査による世帯数の推移。
| 1995年（平成7年）  | 1,567世帯 | [ 5 ] |  |
| 2000年（平成12年） | 1,581世帯 | [ 6 ] |  |
| 2005年（平成17年） | 1,695世帯 | [ 7 ] |  |
| 2010年（平成22年） | 1,714世帯 | [ 8 ] |  |
| 2015年（平成27年） | 1,711世帯 | [ 9 ] |  |

## 学区
市立小・中学校に通う場合、学区は以下の通りとなる。なお、小学校・中学校入学時に学校選択制度を導入しており、通学区域以外に淀川区にある以下の通学区域に隣接する校区にある小学校・中学校から選択することも可能。
| 丁目       | 番   | 小学校             | 中学校               |
| ---------- | ---- | ------------------ | -------------------- |
| 田川一丁目 | 全域 | 大阪市立田川小学校 | 大阪市立新北野中学校 |
| 田川二丁目 | 全域 | 大阪市立田川小学校 | 大阪市立新北野中学校 |
| 田川三丁目 | 全域 | 大阪市立田川小学校 | 大阪市立新北野中学校 |

## 事業所
2016年（平成28年）現在の経済センサス調査による事業所数と従業員数は以下の通りである。
| 丁目       | 事業所数  | 従業員数 |
| ---------- | --------- | -------- |
| 田川一丁目 | 35事業所  | 122人    |
| 田川二丁目 | 74事業所  | 1,302人  |
| 田川三丁目 | 74事業所  | 1,184人  |
| 計         | 183事業所 | 2,608人  |

## 交通

### 道路
- 大阪府道41号大阪伊丹線（十三筋）

### 鉄道
域内に駅はないが、JR西日本の東海道本線（JR神戸線）と北方貨物線の線路が通っている。鉄道利用の場合は塚本駅（JR神戸線）か十三駅（阪急電鉄）が最寄りとなる。

## 施設
- 大阪市立田川小学校
- 大阪市立田川幼稚園
- 淀川田川郵便局
- ダイヘン 本社
- 旭松食品 大阪本社（登記上の本店は長野県飯田市）
- スーパーマルハチ 田川店